# Свети Димитър (Малки Цалим)
Вижте пояснителната страница за други значения на Свети Димитър.
„Свети Димитър“ е възрожденска църква в светиврачкото село Малки Цалим, България, част от Неврокопската епархия на Българската православна църква. Обявена е за паметник на културата.

## Архитектура
Църквата е построена през втората половина на XIX век. В архитектурно отношение представлява ниска, дълга, трикорабна псевдобазилика със слабо издадена апсида и трем от южната страна. Трите кораба в интериора са разделени от два реда по четири дървени колони. Женската църква е сравнително голяма с извит парапет. Иконостасът е таблен и изписан. Има цокълни табла, царски ред, надиконни табла и апостолски ред, лозница и разпятие. В интериора работят майстори от Мелнишкото художествено средище - част от царските икони са изписани в 1862 година от Лазар Аргиров, апостолските от помощника му Костадин, а останалите са на неизвестен майстор с по-малки качества.